# Copa Libertadores 1999
Copa Libertadores 1999 – czterdziesta edycja rozgrywek Copa Libertadores, w której udział wzięły 23 kluby reprezentujące 10 krajów zrzeszonych w CONMEBOL oraz Meksyk, będący członkiem CONCACAF. Każde z 11 państw wystawiło po 2 kluby (Wenezuela i Meksyk po 3), nie licząc broniącego tytułu brazylijskiego klubu CR Vasco da Gama, który awansował do 1/8 finału bez gry.
Początkowo rozegrana została faza wstępna z udziałem dwóch drużyn meksykańskich oraz najniżej notowanych w Ameryce Południowej klubów z Wenezueli – do 1/16 finału awansowały dwa najlepsze kluby. W 1/16 finału 20 klubów podzielono na 5 grup po 4 drużyny. Z każdej grupy do następnej rundy awansowały trzy najlepsze zespoły. Jako szesnasty klub do 1/8 awansował broniący tytułu Vasco da Gama. W 1/8 finału wylosowano osiem par, które wyłoniły ośmiu ćwierćfinalistów. W ćwierćfinale wylosowano cztery pary, które wyłoniły czterech półfinalistów. W półfinale dwie pary wyłoniły dwóch finalistów. Meksyk był jedynym państwem, które nie miało swego przedstawiciela w fazie pucharowej.
W finale drużyna Deportivo Cali zagrała z Palmeirasem. Po rzutach karnych, wygrała drużyna Palmeiras.

## 1/32 finału
- Kwalifikacje do grupy 1: Meksyk, Wenezuela

| 16.09 Estudiantes Mérida – ULA Mérida 3:2 (2:0) - 1:0 Ruberth Morán 7, 2:0 Carlos Castro 19, 3:0 Ruberth Morán 56, 3:1 Juan Enrique García 81, 3:2 Giovanni Pérez 84                         |
| 23.09 Necaxa Aguascalientes – Monterrey 2:2 (0:0) - 0:1 Sergio Alvín Pérez 77, 0:2 Sergio Alvín Pérez 84, 1:2 Pedro Pineda 85, 2:2 Sergio Vázquez 90+                                        |
| 29.09 Estudiantes Mérida – Necaxa Aguascalientes 0:0 |
| 01.10 ULA Mérida – Necaxa Aguascalientes 0:0 |
| 13.10 Estudiantes Mérida – Monterrey 3:0 (1:0) - 1:0 Andrew „Pochi” Páez 39, 2:0 Jorge Alberto Rojas 62, 3:0 Ruberth Morán 76                                                                |
| 15.10 ULA Mérida – Monterrey 2:1 (0:1) - 0:1 Abdul Thompson 12, 1:1 Ederley Pereira 49, 2:1 Luis Enrique Vera 74                                                                             |
| 28.10 ULA Mérida – Estudiantes Mérida 0:2 (0:1) - 0:1 Ruberth Morán 45, 0:2 Luciano González 51                                                                                              |
| 28.10 Monterrey – Necaxa Aguascalientes 1:0 (0:0) - 1:0 Carlos Roberto Amaral 79 |
| 10.11 Necaxa Aguascalientes – Estudiantes Mérida 2:0 (2:0) - 1:0 Pedro Pineda 9, 2:0 Pedro Pineda 33                                                                                         |
| 12.11 Monterrey – Estudiantes Mérida 5:1 (2:1) - 1:0 Zinha 14, 1:1 Andrew „Pochi” Páez 26k, 2:1 Marcelino Bernal 37k, 3:1 Ricardo Martínez Trimmer 59, 4:1 Zinha 82, 5:1 Antonio Mohamed 88k |
| 17.11 Necaxa Aguascalientes – ULA Mérida 1:0 (1:0) - 1:0 Ederley Pereira 1s |
| 19.11 Monterrey – ULA Mérida 4:1 (4:0) - 1:0 Abdul Thompson 7, 2:0 Antonio Mohamed 12, 2:1 Luis Enrique Vera 18, 3:1 Cristián Eduardo Domizzi 21, 4:1 Zinha 70                               |

| Klub                  | Mecze | Zw | Rem | Por | Pkt | BrZd | BrStr |
| --------------------- | ----- | -- | --- | --- | --- | ---- | ----- |
| Monterrey             | 6     | 3  | 1   | 2   | 10  | 13   | 9     |
| Estudiantes Mérida    | 6     | 3  | 1   | 2   | 10  | 9    | 9     |
| Necaxa Aguascalientes | 6     | 2  | 3   | 1   | 9   | 5    | 3     |
| ULA Mérida            | 6     | 1  | 1   | 4   | 4   | 5    | 11    |

## 1/16 finału

### Grupa 1Urugwaj,Meksyk,Wenezuela
| 23.02 Estudiantes Mérida – Monterrey 2:1 - Hernán Alejandro Raíces, Ruberth Morán – Edson Luis Zwaricz                                                         |
| 24.02 CA Bella Vista – Club Nacional de Football 0:1 - 0:1 Jorgeao                                                                                             |
| 02.03 Monterrey – CA Bella Vista 1:1 - Zinha – Fabián Diego Pumar                                                                                              |
| 06.03 Estudiantes Mérida – CA Bella Vista 2:1 - Andrew „Pochi” Páez, Ruberth Morán – Guillermo Giacomazzi                                                      |
| 09.03 Monterrey – Club Nacional de Football 1:2 - Christian Torres – Rubén Sosa, Gabriel Álvez                                                                 |
| 13.03 Estudiantes Mérida – Club Nacional de Football 3:1 - Luis José Vallenilla, Ruberth Morán, Jesús Vera – Jorgeao                                           |
| 17.03 Monterrey – Estudiantes Mérida 4:0 - Sergio Alvín Pérez, Abdul Thompson, Antonio Mohamed, Erik Hernández                                                 |
| 18.03 Club Nacional de Football – CA Bella Vista 1:0 - 1:0 Gabriel Álvez                                                                                       |
| 23.03 CA Bella Vista – Monterrey 2:0 - Facundo Gareca, Leonel Eduardo Pilipauskas - mecz rozegrany został w Maldonado                                          |
| 25.03 Club Nacional de Football – Monterrey 2:3 - Rubén Sosa (2, 1k) – Zinha (2, 1k), Erik Hernández                                                           |
| 30.03 CA Bella Vista – Estudiantes Mérida 5:1 - Diego Martín Alonso (3), Rodrigo Lemos, Henry López Báez – Martín Brignani - mecz rozegrany został w Maldonado |
| 02.04 Club Nacional de Football – Estudiantes Mérida 2:1 - Rubén Sosa (2, 1k) – Ruberth Morán                                                                  |

| Klub                      | Mecze | Zw | Rem | Por | Pkt | BrZd | BrStr |
| ------------------------- | ----- | -- | --- | --- | --- | ---- | ----- |
| Club Nacional de Football | 6     | 4  | 0   | 2   | 12  | 9    | 8     |
| Estudiantes Mérida        | 6     | 3  | 0   | 3   | 9   | 9    | 14    |
| CA Bella Vista            | 6     | 2  | 1   | 3   | 7   | 9    | 6     |
| Monterrey                 | 6     | 2  | 1   | 3   | 7   | 10   | 9     |

### Grupa 2Argentyna,Kolumbia
| 24.02 CA Vélez Sarsfield – River Plate 1:1 - Raúl Ernesto Cardozo – Javier Saviola                                          |
| 24.02 Deportivo Cali – Once Caldas 1:0 - 1:0 Martín Zapata                                                                  |
| 02.03 Once Caldas – River Plate 4:1 - Alexander Padilla, Edwin Arturo Congo (2), Sergio Galván Rey – Leonardo Rubén Astrada |
| 04.03 Deportivo Cali – River Plate 1:0 - 1:0 Martín Zapata k                                                                |
| 09.03 Once Caldas – CA Vélez Sarsfield 0:0                                                                                  |
| 11.03 Deportivo Cali – CA Vélez Sarsfield 1:0 - 1:0 Martín Zapata k                                                         |
| 17.03 River Plate – CA Vélez Sarsfield 1:1 - Juan Antonio Pizzi – Guillermo Carlos Morigi                                   |
| 17.03 Once Caldas – Deportivo Cali 3:0 - Sergio Galván Rey (2, 1k), Arnulfo Valentierra k                                   |
| 23.03 CA Vélez Sarsfield – Once Caldas 1:0 - 1:0 Darío Husain                                                               |
| 25.03 River Plate – Once Caldas 3:0 - Juan Antonio Pizzi, Juan Pablo Sorín, Cristián Castillo                               |
| 06.04 River Plate – Deportivo Cali 2:1 - Cristián Castillo, Leonardo Alfredo Ramos k – Víctor Manuel Bonilla                |
| 08.04 CA Vélez Sarsfield – Deportivo Cali 3:0 - Patricio Alejandro Camps (2), Fernando Daniel Pandolfi                      |

| Klub               | Mecze | Zw | Rem | Por | Pkt | BrZd | BrStr |
| ------------------ | ----- | -- | --- | --- | --- | ---- | ----- |
| CA Vélez Sarsfield | 6     | 2  | 3   | 1   | 9   | 6    | 3     |
| Deportivo Cali     | 6     | 3  | 0   | 3   | 9   | 4    | 8     |
| River Plate        | 6     | 2  | 2   | 2   | 8   | 8    | 8     |
| Once Caldas        | 6     | 2  | 1   | 3   | 7   | 7    | 6     |

### Grupa 3Brazylia,Paragwaj
| 24.02 Cerro Porteño – Club Olimpia 4:3 - Gauchinho, Guido Virgilio Alvarenga (2, 1k), Eber Fernández – Roque Santa Cruz (2), Juan Carlos Franco |
| 26.02 SE Palmeiras – Corinthians Paulista 1:0 - 1:0 Francisco Javier Arce                                                                       |
| 03.03 Cerro Porteño – SE Palmeiras 2:5 - Guido Virgilio Alvarenga k, Jorge Luis Campos – Júnior Baiano (2), Cléber, Evair, Oséas                |
| 05.03 Club Olimpia – SE Palmeiras 4:2 - Carlos Humberto Paredes, Marcelo Paredes, Mauricio Pérez, Walter Avalos – Júnior Baiano (2)             |
| 10.03 Corinthians Paulista – Cerro Porteño 8:2 - Edílson, Fernando Baiano (5), Índio, Sylvinho – Mauro Antonio Caballero k, Delio César Toledo  |
| 12.03 SE Palmeiras – Club Olimpia 1:1 - Paulo Nunes – Adrián Eduardo Dezotti                                                                    |
| 17.03 Corinthians Paulista – SE Palmeiras 2:1 - Marcelinho Carioca, Fernando Baiano – Paulo Nunes                                               |
| 17.03 Club Olimpia – Cerro Porteño 2:2 - Marcelo Paredes, Mauricio Pérez – Delio César Toledo, Danilo Vicente Aceval k                          |
| 24.03 Cerro Porteño – Corinthians Paulista 3:0 - Mauro Antonio Caballero, Diego Antonio Gavilán, Gauchinho                                      |
| 26.03 Club Olimpia – Corinthians Paulista 1:2 - Marcelo Paredes – Vampeta, Everton                                                              |
| 07.04 SE Palmeiras – Cerro Porteño 2:1 - Júnior Baiano, Francisco Javier Arce – Gauchinho                                                       |
| 09.04 Corinthians Paulista – Club Olimpia 4:0 - Dinei (3), Marcelinho Carioca                                                                   |

| Klub                 | Mecze | Zw | Rem | Por | Pkt | BrZd | BrStr |
| -------------------- | ----- | -- | --- | --- | --- | ---- | ----- |
| Corinthians Paulista | 6     | 4  | 0   | 2   | 12  | 16   | 8     |
| SE Palmeiras         | 6     | 3  | 1   | 2   | 10  | 12   | 10    |
| Cerro Porteño        | 6     | 2  | 1   | 3   | 7   | 14   | 20    |
| Club Olimpia         | 6     | 1  | 2   | 3   | 5   | 11   | 15    |

### Grupa 4Chile,Peru
| 24.02 Universitario de Deportes – Club Sporting Cristal 2:1 - Adrián Norberto Coria (2) – Andrés Aurelio González                             |
| 25.02 CSD Colo-Colo – CD Universidad Católica 1:0 - 1:0 Cristián Montecinos                                                                   |
| 03.03 CD Universidad Católica – Club Sporting Cristal 1:1 - Jaime Augusto Pizarro – Javier Ferreira                                           |
| 04.03 Universitario de Deportes – CSD Colo-Colo 2:0 - Leonardo Cornelio (2)                                                                   |
| 10.03 CD Universidad Católica – Universitario de Deportes 1:0 - 1:0 Jorge Francisco Vargas                                                    |
| 11.03 Club Sporting Cristal – CSD Colo-Colo 1:1 - Roberto Salazar – Cristián Montecinos                                                       |
| 17.03 Club Sporting Cristal – Universitario de Deportes 2:2 - Aldo Olcese, Javier Ferreira k – Luis Alberto Guadalupe, Adrián Norberto Coria  |
| 17.03 CD Universidad Católica – CSD Colo-Colo 3:1 - Marco Antonio Figueroa, Marcelo Carracedo, Héctor Santiago Tapia – Nicolás Andrés Córdova |
| 24.03 CSD Colo-Colo – Universitario de Deportes 1:0 - 1:0 Cristián Roberto Uribe                                                              |
| 25.03 Club Sporting Cristal – CD Universidad Católica 1:1 - Aldo Olcese – Hugo Rolando Brizuela                                               |
| 07.04 CSD Colo-Colo – Club Sporting Cristal 1:1 - Manuel Alejandro Neira – Javier Ferreira                                                    |
| 08.04 Universitario de Deportes – CD Universidad Católica 1:3 - Adrián Norberto Coria k – Rodrigo Ríos (2), Hugo Rolando Brizuela             |

| Klub                      | Mecze | Zw | Rem | Por | Pkt | BrZd | BrStr |
| ------------------------- | ----- | -- | --- | --- | --- | ---- | ----- |
| CD Universidad Católica   | 6     | 3  | 2   | 1   | 11  | 9    | 5     |
| CSD Colo-Colo             | 6     | 2  | 2   | 2   | 8   | 5    | 7     |
| Universitario de Deportes | 6     | 2  | 1   | 3   | 7   | 7    | 8     |
| Club Sporting Cristal     | 6     | 0  | 5   | 1   | 5   | 7    | 8     |

### Grupa 5Boliwia,Ekwador
| 21.02 LDU Quito – CS Emelec 4:1 - Ricardo „Gato” Pérez (2), Ezequiel Carlos Maggiolo, Néider Reascos – Carlos Alberto Juárez                              |
| 24.02 Club Blooming – Club Jorge Wilstermann 0:0 |
| 02.03 CS Emelec – Club Jorge Wilstermann 3:2 - Rembert Moreira, Ángel Santiago Fernández, Moisés Antonio Candelario k – Julio Alberto Zamora, Sergio Joáo |
| 05.03 LDU Quito – Club Jorge Wilstermann 3:1 - Ricardo „Gato” Pérez, Eladio Rojas Reyes, Ulises Hernán De La Cruz – Gerardo Manuel Reinoso                |
| 09.03 CS Emelec – Club Blooming 1:0 - 1:0 Ángel Santiago Fernández                                                                                        |
| 12.03 LDU Quito – Club Blooming 1:0 - 1:0 Ulises Hernán De La Cruz                                                                                        |
| 17.03 CS Emelec – LDU Quito 2:0 - Carlos Alberto Juárez (2)                                                                                               |
| 17.03 Club Jorge Wilstermann – Club Blooming 1:0 - 1:0 José Loayza                                                                                        |
| 23.03 Club Jorge Wilstermann – CS Emelec 4:2 - Sergio Joáo (2), Danilo Eterovic, Gonzalo Germán Galindo – Carlos Alberto Juárez, Ángel Santiago Fernández |
| 26.03 Club Blooming – CS Emelec 2:0 - Víctor Hugo Antelo (2)                                                                                              |
| 06.04 Club Jorge Wilstermann – LDU Quito 1:1 - Sergio Joáo – Ricardo „Gato” Pérez                                                                         |
| 09.04 Club Blooming – LDU Quito 3:1 - Martín Menacho, Raúl Gutiérrez Sagredo, Víctor Hugo Antelo – Ulises Hernán De La Cruz                               |

| Klub                   | Mecze | Zw | Rem | Por | Pkt | BrZd | BrStr |
| ---------------------- | ----- | -- | --- | --- | --- | ---- | ----- |
| LDU Quito              | 6     | 3  | 1   | 2   | 10  | 10   | 8     |
| CS Emelec              | 6     | 3  | 0   | 3   | 9   | 9    | 12    |
| Club Jorge Wilstermann | 6     | 2  | 2   | 2   | 8   | 9    | 9     |
| Club Blooming          | 6     | 2  | 1   | 3   | 7   | 5    | 4     |

### Obrońca tytułu
| CR Vasco da Gama jako obrońca tytułu awansował do 1/8 finału bez gry |

## 1/8 finału
| Club Jorge Wilstermann – Corinthians Paulista 1:1 i 2:5 - 14.04 Sergio Joáo – Marcelinho Carioca - 21.04 Jhonny Villarroel, Carlos Cárdenas Rodríguez – Edílson, Dinei (2), Nenê (2) |
| SE Palmeiras – CR Vasco da Gama 1:1 i 4:2 - 14.04 Oséas – Guilherme - 21.04 Paulo Nunes, Alex (2), Francisco Javier Arce – Luizão, Mauro Galvão |
| River Plate – LDU Quito 1:0 i 0:1, karne 5:4 - 14.04 1:0 Carlos Netto k - 21.04 0:1 Luis Enrique Capurro - Karne: Carlos Netto (+), Leonardo Alfredo Ramos (+), Leonel Fernando Gancedo (+), Eduardo Berizzo (+), Leonardo Rubén Astrada (+) – Ricardo „Gato” Pérez (+), Ulises Hernán De La Cruz (+), Patricio Hurtado (+), Líber Mejia (+), Álex Escobar (-) |
| CS Emelec – Estudiantes Mérida 1:3 i 1:0 - 14.04 Carlos Alberto Juárez – Hernán Alejandro Raíces (2), Ruberth Morán - 21.04 1:0 Luis Hebertson Moreira |
| Universitario de Deportes – CA Vélez Sarsfield 0:0 i 0:4 - 14.04 0:0 - 21.04 José Luis Chilavert, Patricio Alejandro Camps, Darío Husain (2) |
| CA Bella Vista – CD Universidad Católica 2:2 i 3:1 - 14.04 Diego Martín Alonso, Alejandro Lembo – Rodrigo Ríos, Marco Antonio Figueroa - 20.04 Martín Adrián García, Rodrigo Lemos, Diego Martín Alonso – Marco Antonio Figueroa |
| Deportivo Cali – CSD Colo-Colo 2:0 i 0:1 - 14.04 Víctor Manuel Bonilla, Martín Zapata k - 21.04 0:1 Cristián Montecinos |
| Cerro Porteño – Club Nacional de Football 5:0 i 1:2 - 14.04 Héctor Blanco, Jorge Luis Campos, Mauro Antonio Caballero (2), Gauchinho - 21.04 Eber Fernández – Rubén Sosa, Gabriel Álvez |

## 1/4 finału
| Deportivo Cali – CA Bella Vista 2:1 i 1:1 - 05.05 Martín Zapata, Víctor Manuel Bonilla – Fabián Diego Pumar - 12.05 Víctor Manuel Bonilla – Martín Adrián García                                                                 |
| Estudiantes Mérida – Cerro Porteño 3:0 i 0:4 - 05.05 Miguel Echenaussi, Hernán Alejandro Raíces, Ruberth Morán - 12.05 Mauro Antonio Caballero k, Héctor Blanco, Gauchinho, Danilo Vicente Aceval k                              |
| River Plate – CA Vélez Sarsfield 2:0 i 0:1 - 05.05 Juan Pablo Sorín, Javier Saviola - 12.05 0:1 Christian Bassedas |
| SE Palmeiras – Corinthians Paulista 2:0 i 0:2, karne 4:2 - 05.05 Oséas, Rogério - 12.05 Edílson, Ricardinho - Karne: Francisco Javier Arce (+), Evair (+), Rogério (+), Zinho (+) – Freddy Rincón (+), Sylvinho (+), Vampeta (-) |

## 1/2 finału
| River Plate – SE Palmeiras 1:0 i 0:3 - 19.05 1:0 Sergio Ángel Berti - 26.05 Alex (2), Roque Júnior |
| Deportivo Cali – Cerro Porteño 4:0 i 2:3 - 19.05 Carlos Alberto Castillo, Mayer Andrés Candelo, Geovanny Córdoba, John Wilmar Pérez - 26.05 Mayer Andrés Candelo, Víctor Manuel Bonilla – Darío Caballero, Gauchinho, Guido Virgilio Alvarenga |

## FINAŁ
| Deportivo Cali – SE Palmeiras 1:0 i 1:2, karne 3:4 |
| 2 czerwca 1999 Cali Estadio Pascual Guerrero (37 000) Deportivo Cali – SE Palmeiras 1:0 (1:0) Sędzia: Mario Sánchez (Chile) Bramki: 1:0 Víctor Manuel Bonilla 42 Asociación Club Deportivo Cali: Rafael Edgar Dudamel – John Wilmar Pérez, Mario Alberto Yepes, Andrés Mosquera, Gerardo Alberto Bedoya, Alexander Viveros, Martín Zapata, Mayer Andrés Candelo, Geovanny Córdoba, Víctor Manuel Bonilla (73 Miguel Marrero), Carlos Alberto Castillo (80 Emiliano Rey); Trener: José Eugenio Hernández. SE Palmeiras: Marcos – Francisco Javier Arce, Júnior Baiano, Roque Júnior, César Sampaio, Rogério, Alex (71 Euller), Zinho (83 Galeano), Paulo Nunes, Oséas (47 Evair); Trener: Luiz Felipe Scolari. |
| 16 czerwca 1999 São Paulo Estádio do Morumbi (32 000) SE Palmeiras – Deportivo Cali 2:1 (0:0), karne 4:3 Sędzia: Ubaldo Aquino (Paragwaj) Bramki: 1:0 Evair 65k, 1:1 Martín Zapata 70k, 2:1 Oséas 76 Karne: 0:0 Zinho (obrona), 0:1 Rafael Edgar Dudamel, 1:1 Júnior Baiano, 1:2 Hermán Gaviria, 2:2 Roque Júnior, 2:3 Mario Alberto Yepes, 3:3 Rogério, 3:3 Gerardo Alberto Bedoya (słupek), 4:3 Euller, 4:3 Martín Zapata (obok bramki). Czerwone kartki: Evair / Andrés Mosquera SE Palmeiras: Marcos – Francisco Javier Arce (57 Evair), Júnior Baiano, Roque Júnior, Rogério, César Sampaio, Alex (75 Euller), Zinho, Oséas, Paulo Nunes; Trener: Luiz Felipe Scolari. Asociación Club Deportivo Cali: Rafael Edgar Dudamel – John Wilmar Pérez (84 Hermán Gaviria), Andrés Mosquera, Mario Alberto Yepes, Gerardo Alberto Bedoya, Martín Zapata, Alexander Viveros, Arley Betancourth, Mayer Andrés Candelo (62 Freddy Hurtado), Geovanny Córdoba (81 Manuel Valencia), Víctor Manuel Bonilla; Trener: José Eugenio Hernández. |

## Klasyfikacja
Poniższa tabela ma charakter statystyczny. O kolejności decyduje na pierwszym miejscu osiągnięty etap rozgrywek, a dopiero potem dorobek bramkowo-punktowy. W przypadku klubów, które odpadły w rozgrywkach grupowych o kolejności decyduje najpierw miejsce w tabeli grupy, a dopiero potem liczba zdobytych punktów i bilans bramkowy.
| Poz                                                                       | Klub                      | Mecze | Zw | Rem | Por | Pkt | BrZd | BrStr |
| ------------------------------------------------------------------------- | ------------------------- | ----- | -- | --- | --- | --- | ---- | ----- |
| 1                                                                         | SE Palmeiras              | 14    | 7  | 2   | 5   | 23  | 24   | 18    |
| 2                                                                         | Deportivo Cali            | 14    | 7  | 1   | 6   | 22  | 17   | 16    |
| 3                                                                         | River Plate               | 12    | 5  | 2   | 5   | 17  | 12   | 13    |
| 4                                                                         | Cerro Porteño             | 10    | 4  | 1   | 5   | 13  | 21   | 29    |
| 5                                                                         | Estudiantes Mérida        | 16    | 8  | 1   | 7   | 25  | 24   | 29    |
| 6                                                                         | Corinthians Paulista      | 10    | 6  | 1   | 3   | 19  | 24   | 13    |
| 7                                                                         | CA Vélez Sarsfield        | 10    | 4  | 4   | 2   | 16  | 11   | 5     |
| 8                                                                         | CA Bella Vista            | 10    | 3  | 3   | 4   | 12  | 16   | 12    |
| 9                                                                         | LDU Quito                 | 8     | 4  | 1   | 3   | 13  | 11   | 9     |
| 10                                                                        | CD Universidad Católica   | 8     | 3  | 3   | 2   | 12  | 12   | 10    |
| 11                                                                        | Club Nacional de Football | 6     | 4  | 0   | 2   | 12  | 9    | 8     |
| 12                                                                        | CS Emelec                 | 8     | 4  | 0   | 4   | 12  | 11   | 15    |
| 13                                                                        | CSD Colo-Colo             | 8     | 3  | 2   | 3   | 11  | 6    | 9     |
| 14                                                                        | Club Jorge Wilstermann    | 8     | 2  | 3   | 3   | 9   | 12   | 15    |
| 15                                                                        | Universitario de Deportes | 8     | 2  | 2   | 4   | 8   | 7    | 12    |
| 16                                                                        | CR Vasco da Gama          | 2     | 0  | 1   | 1   | 1   | 3    | 5     |
| 17                                                                        | Monterrey                 | 12    | 5  | 2   | 5   | 17  | 23   | 18    |
| 18                                                                        | Once Caldas               | 6     | 2  | 1   | 3   | 7   | 7    | 6     |
| 19                                                                        | Club Blooming             | 6     | 2  | 1   | 3   | 7   | 5    | 4     |
| 20                                                                        | Club Sporting Cristal     | 6     | 0  | 5   | 1   | 5   | 7    | 8     |
| 21                                                                        | Club Olimpia              | 6     | 1  | 2   | 3   | 5   | 11   | 15    |
| 22                                                                        | Necaxa Aguascalientes     | 6     | 2  | 3   | 1   | 9   | 5    | 3     |
| 23                                                                        | ULA Mérida                | 6     | 1  | 1   | 4   | 4   | 5    | 11    |
| Podsumowanie: 100 meczów, w tym 21 remisów, 283 bramki – 2,83 bramki/mecz |                           |       |    |     |     |     |      |       |